# Daniel Parke
Daniel Parke, Jr. (5 septembre 1664 dans la colonie de Virginie - 7 décembre 1710 aux Îles-sous-le-Vent britanniques, Caraïbes) est un militaire, homme politique et gouverneur colonial britannique. 

## Biographie
Daniel Parke Jr. naît dans la colonie de Virginie le 5 septembre 1664. C'est le fils de Daniel Parke, Sr. (1635-1703), un natif de l'Essex en Angleterre qui occupe, pour le compte du gouvernement britannique, des postes administratifs en Virginie, et de sa femme Rebecca Evelyn (1637-1715), une cousine de l'écrivain John Evelyn. Enfant, il est envoyé à Long Ditton en Angleterre pour y être élevé avec ses cousins de la famille Evelyn
Parke retourne en Virginie lorsqu'il a 16 ans pour reprendre la gestion des propriétés familiales des mains de Philip Ludwell, tuteur des biens de la famille. Daniel épouse Jane, fille de Ludwell ; ils auront deux filles. La plus âgée épousera John Custis IV, un homme politique britannique, et la plus jeune, William Byrd II. Daniel aura également un enfant illégitime de l'une de ses maîtresses anglaises.
Il devient le protégé de Sir Edmund Andros, qu'il lui obtiendra un siège à la Chambre des Bourgeois de Virginie à partir de 1683, puis un siège au conseil du gouverneur à partir de 1690. Malgré ces succès, il est impopulaire parmi ses pairs parce qu'il menace régulièrement de recourir à la violence dans les disputes de nature financière ou politique. Parke renonce à ses charges politiques en 1697, avant de retourner en Angleterre, tout en abandonnant sa famille en Virginie. Il s'établit dans le Hampshire. En 1701, il fait campagne pour le parti whig, mais n'est pas élu comme député de la Chambre des communes.
Il se tourne alors vers une carrière militaire : il achète une commission militaire en 1702 et entre dans la British Army. Soldat valeureux et compétent, il est nommé aide de camp de John Churchill, 1er duc de Marlborough pendant la guerre de Succession d'Espagne. En 1704, Marlborough choisit Parke pour informer personnellement la reine Anne de la victoire à la bataille de Blenheim. La reine, impressionnée par les succès et les compétences militaires de Parke, lui remet un bijou, une récompense de 1000 livres ; également, elle le remercie personnellement.
Selon Parke, le duc de Marlborough lui aurait offert le poste de gouverneur colonial de la colonie de Virginie en récompense de ses services militaires. Cependant, de retour en Angleterre, il découvre que le poste a été donné à un autre homme. Furieux, il exige un poste équivalent. On lui propose d'être gouverneur des Îles-sous-le-Vent britanniques, ce qu'il accepte malgré les désavantages qu'il perçoit.
Parke, arrivé aux îles à la fin de 1706, découvre que leur administration est chaotique pour plusieurs raisons. Les îles de Nevis et de St Kitts sont en ruines à la suite d'attaques françaises en février et mars, puis du détournement des fournitures destinées aux îles par des commerçants peu scrupuleux. Des rumeurs d'attaques imminentes des Français contre les îles Antigua et Montserrat circulent. Des corsaires contrôlent les voies maritimes entre les îles. De plus, le lieutenant-gouverneur John Johnson informe Parke que les colons anglais poursuivent leurs propres intérêts et sont querelleurs.
Parke se fait rapidement des ennemis, les plus notables étant Christopher Codrington, un ancien gouverneur colonial, et Edward Chester, facteur pour la Royal African Company. Parke confisque les propriétés de Codrington, lequel réplique en attisant la haine chez les opposants de Parke. L'animosité de Chester est de nature personnelle : sa femme est la maîtresse de Parke et ce dernier a rempli un testament dans lequel il admet sa paternité tout en léguant ses propriétés à l'enfant nouvellement né. 
Une liste de griefs contre Parke est dressée. Elle comprend des plaintes contre sa conduite personnelle, des allégations d'enrichissement personnel à la suite de saisies de navires, des disparitions ou destructions de testaments dans le but d'acquérir des propriétés qui ne sont plus, dans les faits, soumises aux volontés exprimées dans ces testaments et des allégations de trafic d'influence dans le but d'amener ses compétiteurs à ne pas soumissionner lors des ventes de terres, d'esclaves ou de bétail. La situation à Antigua dégénère rapidement. Le lieutenant-gouverneur Johnson est tué lors d'une émeute. Parke échappe à deux tentatives d'assassinats et utilise la garnison de l'île contre ses ennemis. Une pétition exigeant le renvoi de Parker est bien reçue à Londres et il reçoit l'ordre de retourner en Angleterre. Il ignore l'ordre et dissout l'assemblée de l'île.
Par la suite, une foule en colère capture Parke à son domicile, le bat sévèrement puis le tire dehors, où il meurt des suites de ses blessures. Selon des rumeurs, ses derniers mots, prononcés devant ses bourreaux, auraient été : « Messieurs, vous avez perdu tout sens de l'honneur, priez pour conserver ce qui vous reste d'humanité. »
C'est le seul gouverneur colonial des Amériques britanniques à mourir assassiné. Son successeur, Walter Douglas, n'a porté aucune accusation contre les assassins de Daniel Parke.